# 2006 في إندونيسيا
فيما يلي قوائم الأحداث التي وقعت خلال عام 2006 في إندونيسيا.

## سياسة

### انتهاء فترة المنصب
- 22 ديسمبر – باسوكي تجاهاجا بورناما Regent of East Belitung ‏.

## رياضة
- 1 يناير – دوري السوبر الإندونيسي 2006 الفائز Persik Kediri [الإنجليزية]‏.

## وفيات

### أبريل
- 30 أبريل – برامويديا أننتا تور (مواليد 1925) كاتب إندونيسي.